# Габа Євстахій
Євстахій Габа або Стах Габа (англ. Stan Haba; 26 квітня 1930, Судова Вишня, Україна — 3 липня 2010, Торонто, Канада) — український футболіст, активний учасник українського олімпійського руху і громадський діяч в Канаді. Голова Спортивного товариства «Україна» в Торонто, керівник комісії спорту та член Ради директорів Світового Конґресу Українців, голова Фонду сприяння Національному Олімпійському Комітету України в Канаді.

## Біографія
Народився 26 квітня 1930 року у Судовій Вишні Мостиського повіту Львівського воєводства у сім'ї Михайла Габи і Стефанії Помірко. Батько був майстром вишколу коней на місцевій племінній станції. У Стаха був старший на два роки брат Володимир (нар. 1928 р.).

### ДСВ і табір для біженців
У 1943 р. Володимир Габа вступив у ряди гренадерської дивізії «Галичина». Незабаром сім'я покинула Судову Вишню і поїхала на Захід у пошуках старшого сина. Спершу вони переїхали до Австрії, а пізніше — до Німеччини, де відшукали сина-дивізійника.
Сім'я Габів зупинилася у таборі для переміщених осіб (т. зв. табори Ді-Пі) у м. Гайденау в британській зоні окупації Німеччини, у якому налічувалося близько 3 тис. українських біженців. У тимчасовому поселенні в Гайденау було організовано дитсадок, школу, гімназію, ремісничу і музичну школи, народний університет, бібліотеку, а також діяли драматичний гурток, хор, оркестр, балет, громадські організації, братства при церквах, виходили часописи («Луна», «Наша Пошта», «Останні вісті»). Працювало видавництво «Заграва», у якому друкували твори українських письменників та шкільні підручники для українських шкіл у Німеччині. У таборі Євстахій Габа закінчив гімназію. Тут він також долучився до пластового життя.
У таборі Стах Габа також почав брати участь у спортивних змаганнях, які проводились з 1946 р. Він брав участь у змаганнях з бігу, а згодом почав грати футбол у гімназійній та першій таборовій команді, де став кращим бомбардиром.

### Еміграція до Канади
У 1948 р. сім'я емігрувала до Канади. Вони оселились у селі Чок-Рівер округу Ренфру провінції Онтаріо. Згодом Габи переїхали у Торонто, який був центром українського життя регіону. У Канаді Євтахій Габа став провідним гравцем футбольної команди Спортивного Товариства «Україна», де неодноразово отримував особисті нагороди. Старший брат Володимир займався боксом і теж мав спортивні успіхи.

## Футбольна кар'єра
У 1953 р. команда СТ «Україна» здобула чемпіонство в Національній футбольній лізі (НФЛ), в якій Стах Габа був одним із провідних гравців. Впродовж усього сезону команда зіграла 36 матчів, з яких виграла 21, звела внічию 9, та програла 6. Він брав участь у 35 матчах, забивши 17 голів. У сезоні 1954 р. була важлива перемога над клубом «Олстер-Юнайтед», а в 1954 р. — над клубом «Італії», у матчі проти яких відзначився Стах. У 1957 р. Євстахій Габа отримав серйозну травму коліна, що змусило його завершити футбольну кар'єру у віці 27 років.
У збірнику присвяченому 35-річчю Спортивного товариства «Україна» Стаху Габі дали наступну характеристику:
|  | Надзвичайно швидкий та витривалий на повних 90 хвилин гри. Мав однак і слабу сторінку, яка проявлялася в безпляновості акцій. Він не вмів опанувати гри. Його ноги швидше мандрували під ворота противника, ніж його задуми, – і виглядало, що його ноги мандрували самі, без голови. Але поминаючи вияви його незорганізованости, – він часто ставав пострахом оборони противників. |

У 1957 р. Євтахій Габа одружився з Надею Волошин, з якою виховав трьох дітей — Анастасію, Ореста та Андрія. Тоді ж почав працювати регіональним менеджером з продажу в компанії виробника алкогольних напоїв «Seagram».
Після завершення виступів за команду «Україну» Габа почав активно долучатись до діяльності спортивного товариства. На засіданні проводу СТ «Україна» у 1976 р. Євстахія Габу обрали чкерівником фінансово-господарського сектору. Водночас він також займався тренувальним процесом. Був тренером юнацької команди «України», яка 1990 року здобула перше місце у Національній канадській юніорській лізі. У 1991 р. був наставником першої команди СТ «Україна», яка здобула перше місце в Лізі, не програвши жодного матчу. Габа отримав нагороду «Тренер року». У 1993 р. він став головою СТ «Україна» і в подальшому переобирався на цю посаду в 1994—1998 рр.

## Громадська діяльність

### Український олімпійський рух
Останній період свого життя Євстахій Габа присвятив підтримці українського олімпійського руху. Він був головою Фонду сприяння Національному Олімпійському Комітету України в Канаді. Організація надавала допомогу українським спортсменам, які виступали на міжнародних змаганнях за збірну України. Вперше діаспора надала допомогу українським олімпійцям під час XVII зимових Олімпійських ігри у 1994 р. у Ліллегаммері, а також Чемпіонату світу 1995 р. в Тандер-Бей (Канада).
Євстахій Габа був членом української делегації на літніх Олімпійських іграх 1996 р. в Атланті і зимових Олімпійських іграх 1998 р. в Нагано. Під час олімпіади в Атланті особисто відповідав за українську збірну з вітрильного спорту. Пізніше допомагав українським олімпійцям під час олімпіад у Сіднеї (2000), Солт-Лейк-Сіті (2002) та Афінах (2004).

### Культурна діяльність
Євстахій Габа брав активну участь у культурно-просвітницькому житті української діаспори Канади. Був головою Культурного центру імені Тараса Шевченка в Етобіко, членом Президії відділу Конґресу Українців Канади в Торонто, членом Ради директорів і головою Комісії спорту Світового Конґресу Українців, заступником голови Української спортивної централі США та Канади.
Помер 3 липня 2010 р. і похований на цвинтарі св. Володимира в м. Оквілл.

## Нагороди
- Орден «За заслуги» ІІІ ступеня «за особливі заслуги у розвитку олімпійського руху в Україні» від Президента України Віктора Ющенка
- Почесна грамота Кабінету Міністрів України
- Медаль св. Володимира Великого від Світового Конґресу Українців
- Шевченківська медаль від Конґресу Українців Канади «за визначну працю у розвитку спортивного життя діяспори та за підтримку олімпійського спорту»
- Почесна відзнака Національного олімпійського комітету України
- Почесна грамота Федерації лижного спорту України